# 利米拉桥

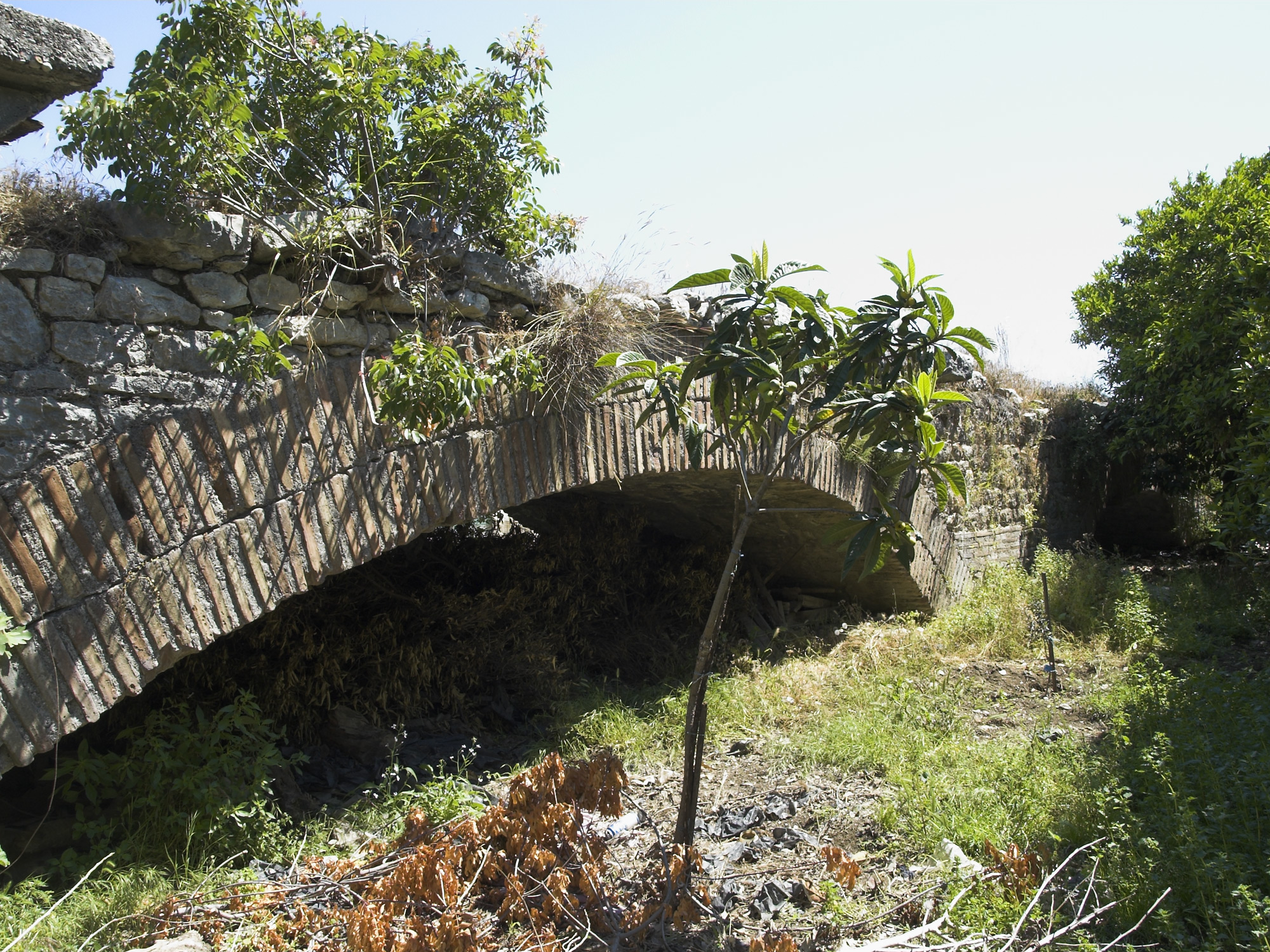
利米拉桥

利米拉桥，是一座位于古城利米拉（Limyra）附近（今土耳其西南部）的古罗马坦弧圆拱桥。桥长360米，由26个坦弧拱和两个半圆拱构成。约公元3世纪建成，是世界上最古老的坦弧圆拱桥之一。